# Ságh József
Ságh József (Pest, 1852. március 13 – Vác, 1922. január 25.) zeneíró és tanár. 

## Élete
Zeneelméleti tanulmányait idősb Ábrányi Kornélnál végezte. 1870-tól Budapest Székesfővárosi Népiskolai zenetanár. 1882-ben alapította az országos zenetanárok egyesületét, melynek tíz évnél tovább volt elnök-igazgatója. 1888-90-ben mint az országos magyar daláregyesület vezértitkára fejtett ki buzgó tevékenységet és ugyanazon évben az Erkel Ferenc 50 éves jubileumára alakult országos nagybizottság jegyzője volt. 1873-ban nőül vette id. Ábrányi Kornél leányát, Jolánt. A zene terén szerzett érdemeinek elismeréseül több egyesület megválasztotta őt dísz-, illetve tiszteletbeli tagnak. 1886-ban ő felsége a király az arany érdemkereszttel tüntette ki. Tanulmányutat tett Németországban, Svájcban, Franciaországban és Felső-Olaszországban. Az első országos zenészeti kongresszust 1901-ben Budapesten létesítette.
Eleintén a Zenészeti Lapok, a Kis Tükör, a Hasznos Mulattató és a Népnevelők Lapjának volt dolgozótársa; később a napilapokban is, így a Honban, Egyetértésben, Magyarországban, Budapestben (rendes zenereferens) és a Harmoniában jelentek meg czikkei; a Zenészeti Lapoknak több évig volt munkatársa, később segédszerkesztője. Czikkei a Zenelapban (1887. A játék és zenei hajlam sat.); a Politikai Heti Szemlében (1895. Operát a vidéknek) stb.

## Munkái
- Rövid vezérfonal az énekoktatás rendszeres előadásához a népiskolákban. A «Népnevelők budapesti egylete» IV. (művészi) szakosztály megbízásából Kothe után szabadon. Bpest, 1876.
- Magyar Zenészeti Lexikon. A zenetudomány legszükségesebb ismeretei a hazai s nálunk polgáriasult zenészek, zeneszerzők, hangszerkészítők, zeneírók stb. életrajzai, továbbá a hangszerek ismertetése és a zenében gyakran előforduló idegen szavak magyarázata. Szerk. Bpest, 1880. (2. kiadás. 1. füzet. Bpest, 1900. Általános zenészeti lexikon, melynek két vaskos kötetnyi kéziratát kiadásra készítette elő.)

Felolvasásokat tartott az iparosok körében: A tánczzene fejlődése; a zenetanárok országos egyesülete által rendezett nyilvános felolvasó estélyein: A játék és a zenei hajlam, Emlékezés Liszt Ferenczre.
Szerkesztette a Zenelapot, mint kiadótulajdonos, 1886. január 1-től 1912-ig mely havonként háromszor jelent meg Ungarische Musikzeitung c. német melléklettel.

## Jegyei
gh., sgh. és (-). 